# Каньон реки Колумбия
Каньон реки Колумбия (англ. Columbia River Gorge) — каньон на Северо-Западе США. Глубина каньона достигает 1200 метров, а его длина составляет 130 километров. Каньон образует естественную границу между штатами Вашингтон к северу и Орегон к югу. Примерно от слияния рек Колумбия и Дешут на востоке вплоть до восточных районов агломерации Портленда простираются речные ворота, которые образуют единственный судоходный маршрут через Каскадные горы и единственное водное сообщение между Колумбийским плато и Тихим океаном. Вдоль каньона проходят шоссе I-84, US-30 и WSR-14, а также железнодорожные пути по обоим берегам реки.
Каньон является популярным местом для отдыха и имеет статус национальной живописной местности, охраняемой на федеральном уровне. Оно находится в ведении комиссии по каньону реки Колумбия и лесной службы США.

## Описание
Реки Колумбия, Кламат и Пит в северной Калифорнии, а также Фрейзер в южной части Британской Колумбии — это единственные реки, соединяющие бассейны к востоку от Каскадных гор с Тихим океаном. Каждая из этих рек проделала ущелье через эти горы. По каньону реки Колумбия проходит граница между штатами Орегон и Вашингтон, а широкий диапазон высот и осадков в этой области делает её чрезвычайно многообразной и динамичной. Так, каньон достигает глубины 1200 метров, в нём имеются различные экосистемы: дождевые леса на западе с показателем годового количества осадков, достигающим 2500 мм и травяные угодья с годовым количеством осадков порядка 250 мм. В изолированных местообитаниях встречаются эндемичные животные и растения, включая по меньшей мере 13 эндемичных полевых цветов.
Каньон переходит от условий дождевого леса до сухих травяных лугов на расстоянии всего в 130 км, на протяжении которых ландшафт резко меняется, что заметно при движении по шоссе I-84 . В западных дождевых лесах встречаются крупнолистные клёны, псевдотсуги Мензиса и западные тсуги, покрытыми эпифитами. В переходной зоне — между городками Худ-Ривер и Те-Далс крупная растительность представлена орегонским белым дубом, жёлтой сосной и местной разновидностью тополей. На востоке леса уступают место обширным лугам с редкими скрученными и жёлтыми соснами.
Перепад атмосферного давления к востоку и западу от Каскадных гор создаёт эффект аэродинамической трубы в глубоком ущелье, создавая ветры со скоростью до 56 км/ч. Благодаря таким ветрам каньон является популярным местом для винд- и кайтсёрфинга. Из-за тех же условий в зимние месяцы возникают снежные и ледяные штормы с холодными восточными ветрами в устье ущелья на западном конце каньона.
Каньон является популярным местом для пеших прогулок, езды на велосипеде, осмотра достопримечательностей, рыбалки и водных видов спорта. В регионе представлено множество водопадов; так, в орегонской части каньона их насчитывается более 90. Многие из водопадов встречаются на историческом шоссе реки Колумбия, среди них — 190-метровый водопад Малтнома.

## Геология
Каньон реки Колумбия начал формироваться ещё в миоцене (примерно 17-12 миллионов лет назад) и продолжил оформляться в плейстоцене (2-700 000 лет назад). В течение этого периода формировался хребет Каскадных гор, который медленно перемещал дельту реки Колумбия примерно на 160 км к северу от её текущего местоположения.
Хотя в течение этого периода времени река медленно подвергала эрозии окружающую её местность, наиболее радикальные изменения произошли в конце последнего ледникового периода. Тогда в результате мощных мизульских наводнений образовались современные границы каньона. В результате стремительной эрозии обнажились многие слои вулканической породы. 

## История

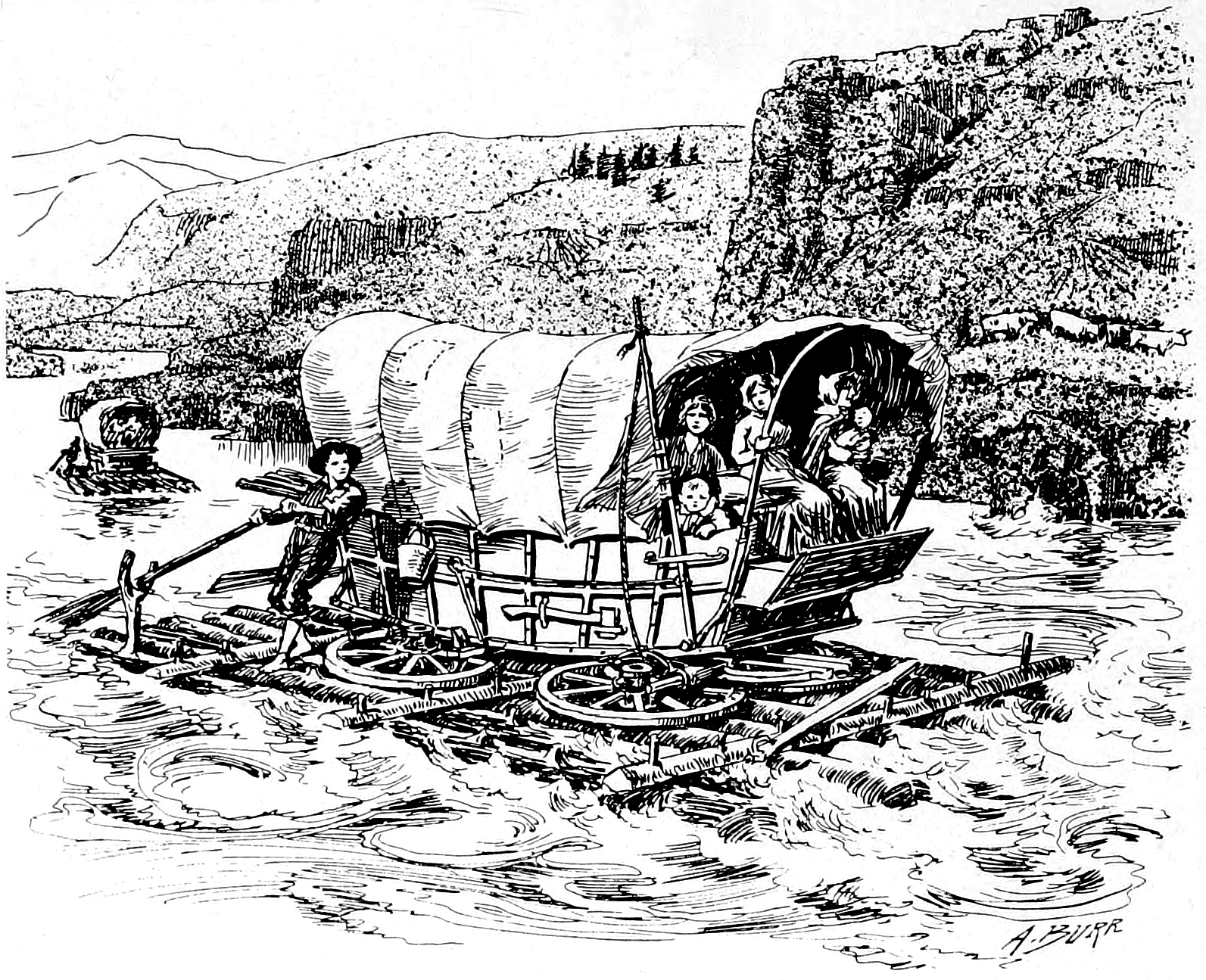
До прокладывания дороги Барлоу единственным способом для множества первопоселенцев добраться в долину Уилламетт по Орегонской тропе было переоборудование обозов в плавсредства в городке Те-Далс. Многие из них погибли или потеряли своё имущество в попытке преодолеть пороги каньона

Человек начал обитать в каньоне свыше 13 000 лет назад. В археологических раскопках были обнаружены свидетельства присутствия здесь людей традиций Фолсома и пещеры Мармс, которые пересекли Берингов мост из Азии . Раскопки возле водопада Селило, расположенного в нескольких километрах к востоку от Те-Далса, показали, что люди занимались здесь ловлей лосося более 10 000 лет назад.
Каньон выполнял функцию транспортного коридора на протяжении тысяч лет. Для торговли у водопада Селило индейцы преодолевали каньон как по Колумбии, так перевал Лоло на северной стороне вулкана Худ. В 1805 году по каньону к Тихому океану проложила маршрут экспедиция Льюиса и Кларка. Ранние европейские и американские поселенцы впоследствии установили на Колумбии в каньоне пароходное сообщение. Сегодня грузы по вашингтонской части каньона перевозятся на железной дороге BNSF, а по орегонской — на железной дороге Union Pacific Railroad.
Шоссе реки Колумбия, построенное в начале XX века, было первым крупным асфальтированным шоссе на тихоокеанском северо-западе. Речные грузоперевозки в каньоне значительно упростились после возведения в середине XX века дамб Бонневилла и Те-Далса.
В ноябре 1986 года Конгресс США предоставил каньону статус второй по счёту национальной живописной местности США (англ. National Scenic Area) и учредил комиссию по каньону реки Колумбия. Такой альтернативный статус каньон получил вместо того, чтобы признанным национальным парком, что потребовало бы перемещения из региона всех существующих здесь промышленных предприятий. Получение каньоном статуса встретило критику как местных жителей, опасавшихся ограничений производств, так и природоохранных активистов, которые предвидели возможное дальнейшее развитие промышленности.